# Presidi e Arca del Gusto di Slow Food
Il progetto Presìdi di Slow Food nasce nel 1999 come naturale evoluzione dell'Arca del Gusto per il recupero e la salvaguardia di piccole produzioni di eccellenza gastronomica minacciate dall'agricoltura industriale, dal degrado ambientale e dall'omologazione.

## Descrizione

### Certificazione
Anche se questa sorta di certificazione non è ufficiale (è assegnata da un comitato scientifico di Slow Food), i criteri di definizione sono simili a quelli di certificazioni come IGP e DOP, ma con un disciplinare di produzione molto più rigido. Il tentativo è di sostituire al criterio di una selezione dei prodotti fatta dagli organi pubblici, un riconoscimento che si basa solo sulla fiducia nella serietà delle scelte fatta da una Associazione internazionale. In molti casi i prodotti coincidono con quelli riconosciuti come prodotti agroalimentari tradizionali italiani su proposta delle regioni dal Ministero, ma Slow Food mira a garantire una uniformità di stile dei disciplinari che manca nello spezzettamento regionale.
Il risvolto economico del progetto inizialmente si limitava a fornire ai compratori che si rechino in loco un riferimento per acquistare prodotti di qualità con uno standard qualitativo, e rappresentare anche una difesa per il consumatore che risulta meno esposto a truffe alimentari e svolge quindi anche una funzione sociale. Il modello di produzioni di nicchia, originariamente di un mondo povero rurale, ma ora proposto come modello elitario per intenditori ha coinvolto la stessa politica agraria italiana. Lo stesso ministero individua nella valorizzazione di questi prodotti l'asse portante delle scelte economiche e di possibilità di conquistare i mercati mondiali con prodotti di altissima qualità. Questo tipo di scelte ha suscitato però delle riserve da parte di alcuni analisti che ritengono la strada non idonea a garantire un futuro al mondo agricolo. Dopo aver ricercato e catalogato i prodotti a rischio di estinzione, Slow Food ha deciso, con questo progetto, di intervenire direttamente per salvarli.

### Il significato del termine
Il termine Presidio Slow Food è applicato:
- a prodotti rari ed eccellenti a rischio di estinzione;
- ai gruppi di contadini, allevatori, pescatori, che li producono;
- ai disciplinari e regole di produzione che li contraddistinguono.

### Lo spirito del progetto
Per valorizzare un prodotto può bastare poco:
- riunire i pochi produttori rimasti e renderli visibili,
- aiutarli a comunicare l'eccellenza gastronomica della loro produzione,
- aiutarli a spuntare prezzi più equi e remunerativi.

A volte invece occorre ricostruire le filiere produttive:
- recuperare materie prime di qualità, salvare tecniche di lavorazione tradizionali,
- ma anche innovarle (mettendo a norma i locali di trasformazione e migliorando la qualità della vita e i guadagni dei produttori) senza snaturare la natura dei prodotti, costruire un macello, ristrutturare un forno a legna e così via.

Nel secondo caso il lavoro è complesso e spesso ingrato, perché significa convincere istituzioni e produttori a portare avanti interventi lenti e difficili, i cui risultati economici sono a medio e lungo termine: è più facile promettere a un produttore un prezzo di vendita maggiore del 30% che chiedergli di reintrodurre forme di allevamento estensive o coltivazioni più rispettose dell'ambiente.
Si tratta di un passo importante e delicato per Slow Food, perché significa non soltanto giudicare il prodotto finale (un piatto, un vino, un formaggio), ma intervenire in prima persona, entrare nei meccanismi produttivi ed economici.

### Nascita e sviluppo
I primi progetti significativi sono quelli del Piemonte, per il recupero del cappone di Morozzo, e della Toscana, per il fagiolo Zolfino. Oggi la Regione Toscana è il partner principale del progetto. Al Salone del Gusto di Torino del 2000 sono stati presentati i primi 90 Presìdi e il successo è stato immediato, sia come accoglienza presso gli operatori del settore e il pubblico, che, soprattutto come volumi di vendite.
A partire da quell'evento i Presídi (prodotti e produttori) si sono organizzati, sono usciti dall'ambito territoriale locale, hanno partecipato a fiere e manifestazioni specializzate. I prodotti si sono affermati all'interno dei Laboratori del Gusto e sono stati introdotti nelle tavole della grande ristorazione italiana.
Il numero di presidi è in costante aumento; sono ormai circa 200, gli ultimi dei quali presentati a Terra Madre 2006. Il progetto si è diffuso anche fuori dell'Italia: significativo, data la locale cultura agroalimentare, un progetto negli Stati Uniti, per difendere la lavorazione a latte crudo dei casari. Oggi vengono attivati presidi nei Paesi Poveri, dove, oltre alla filiera produttiva vengono preso in considerazione il contesto sociale del luogo.

### L'Arca del gusto
"Arca del Gusto" nasce nel 1996, in occasione del primo Salone del Gusto torinese. Un anno dopo viene stilato il Manifesto del progetto, che ne definisce gli obiettivi. Nel 1999 nasce la Commissione Scientifica dell'Arca Italiana, che individua le categorie dei prodotti e i criteri di selezione, nel 2002 quella internazionale. Sono 3.812 nel mondo i prodotti "Arca del gusto", di cui 412 italiani.

## I prodotti italiani "Presidi" Slow Food
Elenco alfabetico dei:
- 195 prodotti italiani Presidio Slow Food;

Elenco aggiornato al 9 ottobre 2007:
| N.  | Nome prodotto (dati ufficiali per i Presidi e per l'Arca del Gusto della Fondazione Slow Food per la Biodiversità ONLUS) | Cat.     | Tipologia                 | Regione               |
| --- | --- | -------- | ------------------------- | --------------------- |
| 1   | Acciughe sotto sale di Monterosso                                                                                        | Presidio | Pesci                     | Liguria               |
| 2   | Aglio di Resia | Presidio | Ortaggi                   | Friuli-Venezia Giulia |
| 3   | Aglio di Vessalico | Presidio | Ortaggi                   | Liguria               |
| 4   | Aglio Rosso di Nubia | Presidio | Ortaggi                   | Sicilia               |
| 5   | Agnello d'Alpago | Presidio | Razze                     | Veneto                |
| 6   | Agnello di Zeri | Presidio | Razze                     | Toscana               |
| 7   | Agnello sambucano | Presidio | Razze                     | Piemonte              |
| 8   | Agrumi del Gargano | Presidio | Frutta                    | Puglia                |
| 9   | Alici di menaica | Presidio | Pesci                     | Campania              |
| 10  | Anguilla di Lesina | Presidio | Pesci                     | Puglia                |
| 11  | Anguilla marinata tradizionale delle Valli di Comacchio                                                                  | Presidio | Conserve ittiche          | Emilia-Romagna        |
| 12  | Asino Ragusano | Presidio | Razze                     | Sicilia               |
| 13  | Asparago Violetto di Albenga                                                                                             | Presidio | Ortaggi                   | Liguria               |
| 14  | Bagòss di Bagolino | Presidio | Formaggi                  | Lombardia             |
| 15  | Bella di Garbagna | Presidio | Frutta                    | Piemonte              |
| 16  | Biroldo della Garfagnana                                                                                                 | Presidio | Salumi                    | Toscana               |
| 17  | Storico Ribelle | Presidio | Formaggi                  | Lombardia             |
| 18  | Bottarga di Favignana | Presidio | Conserve ittiche          | Sicilia               |
| 19  | Bottarga di Orbetello | Presidio | Conserve ittiche          | Toscana               |
| 20  | Caciocavallo Podolico del Gargano                                                                                        | Presidio | Formaggi                  | Puglia                |
| 21  | Caciocavallo Podolico della Basilicata                                                                                   | Presidio | Formaggi                  | Basilicata            |
| 22  | Caciofiore della campagna romana                                                                                         | Presidio | Formaggi                  | Lazio                 |
| 23  | Cacioricotta del Cilento                                                                                                 | Presidio | Formaggi                  | Campania              |
| 24  | Incanestrato di Castel del Monte                                                                                         | Presidio | Formaggi                  | Abruzzo               |
| 25  | Capocollo di Martina Franca                                                                                              | Presidio | Salumi                    | Puglia                |
| 26  | Cappero di Salina | Presidio | Ortaggi                   | Sicilia               |
| 27  | Cappone di Morozzo | Presidio | Razze                     | Piemonte              |
| 28  | Capra garganica | Presidio | Razze                     | Puglia                |
| 29  | Capra girgentana | Presidio | Razze                     | Sicilia               |
| 30  | Carciofo bianco di Pertosa                                                                                               | Presidio | Ortaggi                   | Campania              |
| 31  | Carciofo violetto di Castellammare                                                                                       | Presidio | Ortaggi                   | Campania              |
| 32  | Carciofo violetto di Sant'Erasmo                                                                                         | Presidio | Ortaggi                   | Veneto                |
| 33  | Cardo gobbo di Nizza Monferrato                                                                                          | Presidio | Ortaggi                   | Piemonte              |
| 34  | Casizolu | Presidio | Formaggi                  | Sardegna              |
| 35  | Castagna essiccata nei tecci di Calizzano e Murialdo                                                                     | Presidio | Frutta                    | Liguria               |
| 36  | Castelmagno d'alpeggio                                                                                                   | Presidio | Formaggi                  | Piemonte              |
| 37  | Cevrin di Coazze | Presidio | Formaggi                  | Piemonte              |
| 38  | Chinotto di Savona | Presidio | Frutta                    | Liguria               |
| 39  | Cicciarelli di Noli | Presidio | Pesci                     | Liguria               |
| 40  | Cicerchia di Serra de' Conti                                                                                             | Presidio | Legumi                    | Marche                |
| 41  | Cipolla di Certaldo | Presidio | Ortaggi                   | Toscana               |
| 42  | Cipolla rossa di Acquaviva                                                                                               | Presidio | Ortaggi                   | Puglia                |
| 43  | Ciuighe del Banale | Presidio | Salumi                    | Trentino-Alto Adige   |
| 44  | Colatura di alici di Cetara tradizionale                                                                                 | Presidio | Conserve ittiche          | Campania              |
| 45  | Conciato Romano | Presidio | Formaggi                  | Campania              |
| 46  | Coniglio da fossa di Ischia                                                                                              | Presidio | Razze                     | Campania              |
| 47  | Coniglio grigio di Carmagnola                                                                                            | Presidio | Razze                     | Piemonte              |
| 48  | Copuleta di Ozieri | Presidio | Dolci                     | Sardegna              |
| 49  | Cucina dei goym nelle città del tufo                                                                                     | Presidio | Dolci                     | Toscana               |
| 50  | Cuddrireddra di Delia | Presidio | Dolci                     | Sicilia               |
| 51  | Culatello di Zibello | Presidio | Salumi                    | Emilia-Romagna        |
| 52  | Fagioli di Badalucco, Conio e Pigna                                                                                      | Presidio | Legumi                    | Liguria               |
| 53  | Fagiolina del lago Trasimeno                                                                                             | Presidio | Legumi                    | Umbria                |
| 54  | Fagiolo badda di Polizzi                                                                                                 | Presidio | Legumi                    | Sicilia               |
| 55  | Fagiolo di Sorana | Presidio | Legumi                    | Toscana               |
| 56  | Fatulì della Val Saviore                                                                                                 | Presidio | Formaggi                  | Lombardia             |
| 57  | Fava di Carpino | Presidio | Legumi                    | Puglia                |
| 58  | Fava Larga di Leonforte                                                                                                  | Presidio | Legumi                    | Sicilia               |
| 59  | Fico Dottato cosentino                                                                                                   | Presidio | Frutta                    | Calabria              |
| 60  | Fico secco di Carmignano                                                                                                 | Presidio | Frutta                    | Toscana               |
| 61  | Fiore Sardo dei pastori                                                                                                  | Presidio | Formaggi                  | Sardegna              |
| 62  | Focaccia classica di Genova                                                                                              | Presidio | Prodotti da forno         | Liguria               |
| 63  | Formadi frant | Presidio | Formaggi                  | Friuli-Venezia Giulia |
| 64  | Formaggio agordino di malga                                                                                              | Presidio | Formaggi                  | Veneto                |
| 65  | Fragola di Tortona | Presidio | Frutta                    | Piemonte              |
| 66  | Fragolina di Ribera | Presidio | Frutta                    | Sicilia               |
| 67  | Gallina Bionda Piemontese e gallina Bianca di Saluzzo                                                                    | Presidio | Razze                     | Piemonte              |
| 68  | Gallina padovana | Presidio | Razze                     | Veneto                |
| 69  | Gamberetto di nassa | Presidio | Pesci                     | Campania              |
| 70  | Grano saraceno della Valtellina                                                                                          | Presidio | Cereali                   | Lombardia             |
| 71  | Graukäse della Valle Aurina                                                                                              | Presidio | Formaggi                  | Trentino-Alto Adige   |
| 72  | Lardo di Colonnata | Presidio | Salumi                    | Toscana               |
| 73  | Lenticchia di Onano | Presidio | Legumi                    | Lazio                 |
| 74  | Lenticchia di Santo Stefano di Sessanio                                                                                  | Presidio | Legumi                    | Abruzzo               |
| 75  | Lenticchia di Ustica | Presidio | Legumi                    | Sicilia               |
| 76  | Limone Interdonato | Presidio | Frutta                    | Sicilia               |
| 77  | Limone Sfusato d'Amalfi                                                                                                  | Presidio | Frutta                    | Campania              |
| 78  | Lonzino di fico | Presidio | Dolci                     | Marche                |
| 79  | Lucanica trentina | Presidio | Salumi                    | Trentino-Alto Adige   |
| 80  | Macagn | Presidio | Formaggi                  | Piemonte              |
| 81  | Maiorchino | Presidio | Formaggi                  | Sicilia               |
| 82  | Mais Biancoperla | Presidio | Cereali                   | Veneto                |
| 83  | Mallegato | Presidio | Salumi                    | Toscana               |
| 84  | Mandarino tardivo di Ciaculli                                                                                            | Presidio | Frutta                    | Sicilia               |
| 85  | Mandorla di Toritto | Presidio | Frutta                    | Puglia                |
| 86  | Mandorle di Noto | Presidio | Frutta                    | Sicilia               |
| 87  | Manna delle Madonie | Presidio | Dolci                     | Sicilia               |
| 88  | Mariola | Presidio | Salumi                    | Emilia-Romagna        |
| 89  | Marocca di Casola | Presidio | Pane                      | Toscana               |
| 90  | Marzolina | Presidio | Formaggi                  | Lazio                 |
| 91  | Masculina da magghia | Presidio | Pesci                     | Sicilia               |
| 92  | Melanzana Rossa di Rotonda                                                                                               | Presidio | Ortaggi                   | Basilicata            |
| 93  | Mela rosa dei Monti Sibillini                                                                                            | Presidio | Frutta                    | Marche                |
| 94  | Melone cartucciaro di Paceco                                                                                             | Presidio | Frutta                    | Sicilia               |
| 95  | Melone purceddu d'Alcamo                                                                                                 | Presidio | Frutta                    | Sicilia               |
| 96  | Mieli di alta montagna                                                                                                   | Presidio | Mieli                     | Italia                |
| 97  | Moleche | Presidio | Pesci                     | Veneto                |
| 98  | Monte Veronese di malga                                                                                                  | Presidio | Formaggi                  | Veneto                |
| 99  | Montébore | Presidio | Formaggi                  | Piemonte              |
| 100 | Morlacco del Grappa e vacca Burlina                                                                                      | Presidio | Formaggi                  | Veneto                |
| 101 | Mortadella classica di Bologna                                                                                           | Presidio | Salumi                    | Emilia-Romagna        |
| 102 | Mortadella della Val d'Ossola                                                                                            | Presidio | Salumi                    | Piemonte              |
| 103 | Mortadella di Campotosto                                                                                                 | Presidio | Salumi                    | Abruzzo               |
| 104 | Mortandela della Val di Non                                                                                              | Presidio | Salumi                    | Trentino-Alto Adige   |
| 105 | Moscato di Saracena | Presidio | Vini                      | Calabria              |
| 106 | Moscato Passito della Valle Bagnario di Strevi                                                                           | Presidio | Vini                      | Piemonte              |
| 107 | Mosciolo selvatico di Portonovo                                                                                          | Presidio | Pesci                     | Marche                |
| 108 | Mozzarella nella mortella                                                                                                | Presidio | Formaggi                  | Campania              |
| 109 | Mustardela delle Valli Valdesi                                                                                           | Presidio | Salumi                    | Piemonte              |
| 110 | Oca in onto | Presidio | Derivati carnei           | Veneto                |
| 111 | Oliva infornata di Ferrandina                                                                                            | Presidio | Frutta                    | Basilicata            |
| 112 | Oliva minuta | Presidio | Frutta                    | Sicilia               |
| 113 | Oliva Tenera Ascolana | Presidio | Frutta                    | Marche                |
| 114 | Paletta di Coggiola | Presidio | Salumi                    | Piemonte              |
| 115 | Pane di patate della Garfagnana                                                                                          | Presidio | Pane                      | Toscana               |
| 116 | Pane nero di Castelvetrano                                                                                               | Presidio | Pane                      | Sicilia               |
| 117 | Pane tradizionale dell'Alta Murgia                                                                                       | Presidio | Pane                      | Puglia                |
| 118 | Pannerone di Lodi | Presidio | Formaggi                  | Lombardia             |
| 119 | Papaccella napoletana | Presidio | Ortaggi                   | Campania              |
| 120 | Pastinaca di Capitignano                                                                                                 | Presidio | Ortaggi                   | Abruzzo               |
| 121 | Paste di meliga del Monregalese                                                                                          | Presidio | Dolci                     | Piemonte              |
| 122 | Pecorino Bagnolese | Presidio | Formaggi                  | Campania              |
| 123 | Pecorino dei Monti Sibillini                                                                                             | Presidio | Formaggi                  | Marche                |
| 124 | Pecorino del Monte Poro                                                                                                  | Presidio | Formaggi                  | Calabria              |
| 125 | Pecorino della montagna pistoiese                                                                                        | Presidio | Formaggi                  | Toscana               |
| 126 | Pecorino di Farindola | Presidio | Formaggi                  | Abruzzo               |
| 127 | Pecorino di Osilo | Presidio | Formaggi                  | Sardegna              |
| 128 | Peperone Corno di Bue di Carmagnola                                                                                      | Presidio | Ortaggi                   | Piemonte              |
| 129 | Pera cocomerina | Presidio | Frutta                    | Emilia-Romagna        |
| 130 | Pesca tardiva di Leonforte                                                                                               | Presidio | Frutta                    | Sicilia               |
| 131 | Pestàt | Presidio | Salumi                    | Friuli-Venezia Giulia |
| 132 | Pezzente della montagna materana                                                                                         | Presidio | Salumi                    | Basilicata            |
| 133 | Piattella canavesana di Cortereggio                                                                                      | Presidio | Legumi                    | Piemonte              |
| 134 | Pistacchio di Bronte | Presidio | Frutta                    | Sicilia               |
| 135 | Pitina, Petuccia e Peta                                                                                                  | Presidio | Salumi                    | Friuli-Venezia Giulia |
| 136 | Pollo del Valdarno | Presidio | Razze                     | Toscana               |
| 135 | Pomodorino al piennolo                                                                                                   | Presidio | Ortaggi                   | Campania              |
| 136 | Pomodoro Regina di Torre Canne                                                                                           | Presidio | Ortaggi                   | Puglia                |
| 137 | Pomodoro San Marzano | Presidio | Ortaggi                   | Campania              |
| 138 | Pompìa | Presidio | Frutta                    | Sardegna              |
| 139 | Prosciutto Bazzone | Presidio | Salumi                    | Toscana               |
| 140 | Prosciutto di Pietraroja                                                                                                 | Presidio | Salumi                    | Campania              |
| 141 | Provola dei Nebrodi | Presidio | Formaggi                  | Sicilia               |
| 142 | Provola delle Madonie | Presidio | Formaggi                  | Sicilia               |
| 143 | Provolone del Monaco | Presidio | Formaggi                  | Campania              |
| 144 | Puzzone di Moena | Presidio | Formaggi                  | Trentino-Alto Adige   |
| 145 | Radìc di mont | Presidio | Ortaggi                   | Friuli-Venezia Giulia |
| 146 | Caciocavallo ragusano | Presidio | Formaggi                  | Sicilia               |
| 147 | Rapa di Caprauna | Presidio | Ortaggi                   | Piemonte              |
| 148 | Raviggiolo dell'Appennino tosco-romagnolo                                                                                | Presidio | Formaggi                  | Emilia-Romagna        |
| 149 | Razza bovina grigio alpina                                                                                               | Presidio | Razze                     | Trentino-Alto Adige   |
| 150 | Razza bovina Romagnola                                                                                                   | Presidio | Razze                     | Emilia-Romagna        |
| 151 | Razza Maremmana | Presidio | Razze                     | Toscana               |
| 152 | Razza Modicana | Presidio | Razze                     | Sicilia               |
| 153 | Razza Piemontese | Presidio | Razze                     | Piemonte              |
| 154 | Razza Sardo Modicana | Presidio | Razze                     | Sardegna              |
| 155 | Razza suina Mora romagnola                                                                                               | Presidio | Razze                     | Emilia-Romagna        |
| 156 | Riso di Grumolo delle Abbadesse                                                                                          | Presidio | Cereali                   | Veneto                |
| 157 | Robiola di Roccaverano classica                                                                                          | Presidio | Formaggi                  | Piemonte              |
| 158 | Roveja | Presidio | Legumi                    | Umbria                |
| 159 | Salama da sugo | Presidio | Salumi                    | Emilia-Romagna        |
| 160 | Salame casalìn dei contadini mantovani                                                                                   | Presidio | Salumi                    | Lombardia             |
| 161 | Salame delle Valli Tortonesi                                                                                             | Presidio | Salumi                    | Piemonte              |
| 162 | Salame di Fabriano | Presidio | Salumi                    | Marche                |
| 163 | Sale marino artigianale di Cervia                                                                                        | Presidio | Erbe e aromi              | Emilia-Romagna        |
| 164 | Sale marino artigianale di Trapani                                                                                       | Presidio | Erbe e aromi              | Sicilia               |
| 165 | Salmerino del Corno alle Scale                                                                                           | Presidio | Pesci                     | Emilia-Romagna        |
| 166 | Salsiccia di Monte San Biagio                                                                                            | Presidio | Salumi                    | Lazio                 |
| 167 | Saras del fen | Presidio | Formaggi                  | Piemonte              |
| 168 | Sciacchetrà delle Cinque Terre                                                                                           | Presidio | Vini                      | Liguria               |
| 169 | Sciroppo di rose | Presidio | Dolci                     | Liguria               |
| 170 | Sedano nero di Trevi | Presidio | Ortaggi                   | Umbria                |
| 171 | Signora di Conca Casale                                                                                                  | Presidio | Salumi                    | Molise                |
| 172 | Soppressata di Gioi | Presidio | Salumi                    | Campania              |
| 173 | Spalla cruda | Presidio | Salumi                    | Emilia-Romagna        |
| 174 | Formaggio di malga dei sette comuni                                                                                      | Presidio | Formaggi                  | Veneto                |
| 175 | Suino Nero dei Nebrodi                                                                                                   | Presidio | Razze                     | Sicilia               |
| 176 | Susine bianche di Monreale                                                                                               | Presidio | Frutta                    | Sicilia               |
| 177 | Tarese valdarno | Presidio | Salumi                    | Toscana               |
| 178 | Testa in cassetta di Gavi                                                                                                | Presidio | Salumi                    | Piemonte              |
| 179 | Tinca gobba dorata del Pianalto di Poirino                                                                               | Presidio | Pesci                     | Piemonte              |
| 180 | Toma di Gressoney | Presidio | Formaggi                  | Valle d'Aosta         |
| 181 | Tome di pecora Brigasca                                                                                                  | Presidio | Formaggi                  | Liguria               |
| 182 | Tuma di pecora delle Langhe                                                                                              | Presidio | Formaggi                  | Piemonte              |
| 183 | Ur-Paarl | Presidio | Pane                      | Trentino-Alto Adige   |
| 184 | Vacca Bianca Modenese | Presidio | Razze                     | Emilia-Romagna        |
| 185 | Vacca Podolica del Gargano                                                                                               | Presidio | Razze                     | Puglia                |
| 186 | Vacca Rossa Reggiana | Presidio | Razze                     | Emilia-Romagna        |
| 187 | Vastedda del Belìce | Presidio | Formaggi                  | Sicilia               |
| 188 | Vecchie varietà di mele piemontesi                                                                                       | Presidio | Frutta                    | Piemonte              |
| 189 | Vecchie varietà di pesche di Canale                                                                                      | Presidio | Frutta                    | Piemonte              |
| 190 | Ventricina del vastese                                                                                                   | Presidio | Salumi                    | Abruzzo               |
| 191 | Vezzena | Presidio | Formaggi                  | Trentino-Alto Adige   |
| 192 | Vino di visciole | Presidio | Bevande alcoliche         | Marche                |
| 193 | Vino Santo Trentino | Presidio | Vini                      | Trentino-Alto Adige   |
| 194 | Violino di capra della Valchiavenna                                                                                      | Presidio | Salumi                    | Lombardia             |
| 195 | Zafferano di San Gavino Monreale                                                                                         | Presidio | Erbe e aromi              | Sardegna              |
| 196 | Olio Extravergine d'Oliva da cultivar Ottobratica                                                                        | Presidio | Olio Extravergine d'Oliva | Calabria              |

## I prodotti italiani "Arca del gusto" Slow Food
Elenco alfabetico dei:
- 412 prodotti italiani Arca del Gusto Slow Food (aggiornato al 2007);

| N.  | Nome prodotto (dati ufficiali per i Presidi e per l'Arca del Gusto della Fondazione Slow Food per la Biodiversità ONLUS) | Cat.           | Tipologia              | Regione                  |
| --- | --- | -------------- | ---------------------- | ------------------------ |
| 196 | 'Nduja di Spilinga | Arca del Gusto | Derivati carnei        | Calabria                 |
| 197 | Acciughe di Monterosso                                                                                                   | Arca del Gusto | Conserve ittiche       | Liguria                  |
| 198 | Aglio di Resia | Arca del Gusto | Ortaggi                | Friuli-Venezia Giulia    |
| 199 | Aglio di Vessalico | Arca del Gusto | Ortaggi                | Liguria                  |
| 200 | Aglio Rosso di Nubia | Arca del Gusto | Ortaggi                | Sicilia                  |
| 201 | Agnello d'Alpago | Arca del Gusto | Razze                  | Veneto                   |
| 202 | Agnello di Zeri | Arca del Gusto | Razze                  | Toscana                  |
| 203 | Agnello sambucano | Arca del Gusto | Razze                  | Piemonte                 |
| 204 | Agrì di Valtorta | Arca del Gusto | Formaggi e latticini   | Lombardia                |
| 205 | Alici di menaica | Arca del Gusto | Conserve ittiche       | Campania                 |
| 206 | Amarena di Cantiano | Arca del Gusto | Conserve vegetali      | Marche                   |
| 207 | Anguilla di Lesina | Arca del Gusto | Pesci                  | Puglia                   |
| 208 | Anguilla marinata tradizionale delle Valli di Comacchio                                                                  | Arca del Gusto | Conserve ittiche       | Emilia-Romagna           |
| 209 | Arance vaniglia di Ribera                                                                                                | Arca del Gusto | Frutta                 | Sicilia                  |
| 210 | Arselle di Marceddì | Arca del Gusto | Pesci                  | Sardegna                 |
| 211 | Asino di Pantelleria | Arca del Gusto | Razze                  | Sicilia                  |
| 212 | Asino Ragusano | Arca del Gusto | Razze                  | Sicilia                  |
| 213 | Asparago di Cilavegna | Arca del Gusto | Ortaggi                | Lombardia                |
| 214 | Asparago di Mezzago | Arca del Gusto | Ortaggi                | Lombardia                |
| 215 | Asparago di Zambana | Arca del Gusto | Ortaggi                | Trentino-Alto Adige      |
| 216 | Asparago Montine | Arca del Gusto | Ortaggi                | Veneto                   |
| 217 | Asparago Violetto di Albenga                                                                                             | Arca del Gusto | Ortaggi                | Liguria                  |
| 218 | Bagòss di Bagolino | Arca del Gusto | Formaggi e latticini   | Lombardia                |
| 219 | Bale d'aso | Arca del Gusto | Salumi                 | Piemonte                 |
| 220 | Bardiccio Fiorentino | Arca del Gusto | Salumi                 | Toscana                  |
| 221 | Bella di Garbagna | Arca del Gusto | Frutta                 | Piemonte                 |
| 222 | Bergamotto | Arca del Gusto | Frutta                 | Calabria                 |
| 223 | Bettelmatt | Arca del Gusto | Formaggi e latticini   | Piemonte                 |
| 224 | Biroldo della Garfagnana                                                                                                 | Arca del Gusto | Salumi                 | Toscana                  |
| 225 | Bitto "Valli del Bitto"                                                                                                  | Arca del Gusto | Formaggi e latticini   | Lombardia                |
| 226 | Bollo | Arca del Gusto | Dolci                  | Toscana                  |
| 227 | Botìro di malga di Primiero (burro, butìro, butìrro, botìrro)                                                            | Arca del Gusto | Formaggi e latticini   | Trentino-Alto Adige      |
| 228 | Bottarga di Favignana | Arca del Gusto | Conserve ittiche       | Sicilia                  |
| 229 | Bottarga di muggine di Cabras                                                                                            | Arca del Gusto | Conserve ittiche       | Sardegna                 |
| 230 | Bottarga di Orbetello | Arca del Gusto | Conserve ittiche       | Toscana                  |
| 231 | Broccolo di Torbole | Arca del Gusto | Ortaggi                | Trentino-Alto Adige      |
| 232 | Bruzzu | Arca del Gusto | Formaggi e latticini   | Liguria                  |
| 233 | Buristo senese | Arca del Gusto | Salumi                 | Toscana                  |
| 234 | Cacio a forma di limone                                                                                                  | Arca del Gusto | Formaggi e latticini   | Marche                   |
| 235 | Caciocavallo di Agnone                                                                                                   | Arca del Gusto | Formaggi e latticini   | Molise                   |
| 236 | Caciocavallo di Vacca Cinisara                                                                                           | Arca del Gusto | Formaggi e latticini   | Sicilia                  |
| 237 | Caciocavallo Podolico degli Alburni                                                                                      | Arca del Gusto | Formaggi e latticini   | Campania                 |
| 238 | Caciocavallo Podolico del Gargano                                                                                        | Arca del Gusto | Formaggi e latticini   | Puglia                   |
| 239 | Caciocavallo Podolico della Basilicata                                                                                   | Arca del Gusto | Formaggi e latticini   | Basilicata               |
| 240 | Caciofiore | Arca del Gusto | Formaggi e latticini   | Puglia                   |
| 241 | Caciofiore aquilano | Arca del Gusto | Formaggi e latticini   | Abruzzo                  |
| 242 | Cacioricotta di capra cilentana                                                                                          | Arca del Gusto | Formaggi e latticini   | Campania                 |
| 243 | Canestrato | Arca del Gusto | Formaggi e latticini   | Sicilia                  |
| 244 | Canestrato Crotonese | Arca del Gusto | Formaggi e latticini   | Calabria                 |
| 245 | Canestrato di Castel del Monte                                                                                           | Arca del Gusto | Formaggi e latticini   | Abruzzo                  |
| 246 | Canestrato Pugliese | Arca del Gusto | Formaggi e latticini   | Puglia                   |
| 247 | Capocollo di Martina Franca                                                                                              | Arca del Gusto | Salumi                 | Puglia                   |
| 248 | Cappero di Pantelleria                                                                                                   | Arca del Gusto | Conserve vegetali      | Sicilia                  |
| 249 | Cappero di Salina | Arca del Gusto | Conserve vegetali      | Sicilia                  |
| 250 | Cappone di Morozzo | Arca del Gusto | Razze                  | Piemonte                 |
| 251 | Capra argentata dell'Etna                                                                                                | Arca del Gusto | Razze                  | Sicilia                  |
| 252 | Capra Bionda dell'Adamello                                                                                               | Arca del Gusto | Razze                  | Lombardia                |
| 253 | Capra Cilentana | Arca del Gusto | Razze                  | Campania                 |
| 254 | Capra di Roccaverano | Arca del Gusto | Razze                  | Piemonte                 |
| 255 | Capra Frisa | Arca del Gusto | Razze                  | Lombardia                |
| 256 | Capra Girgentana | Arca del Gusto | Razze                  | Sicilia                  |
| 257 | Capra napoletana | Arca del Gusto | Razze                  | Campania                 |
| 258 | Capra Orobica | Arca del Gusto | Razze                  | Lombardia                |
| 259 | Capra Vallesana | Arca del Gusto | Razze                  | Piemonte                 |
| 260 | Capra Verzaschese | Arca del Gusto | Razze                  | Lombardia                |
| 261 | Caprino d'Aspromonte | Arca del Gusto | Formaggi e latticini   | Calabria                 |
| 262 | Caprino di Cavalese | Arca del Gusto | Formaggi e latticini   | Trentino-Alto Adige      |
| 263 | Caprino di Montefalcone del Sannio                                                                                       | Arca del Gusto | Formaggi e latticini   | Molise                   |
| 264 | Caprino di Rimella | Arca del Gusto | Formaggi e latticini   | Piemonte                 |
| 265 | Caprino Ossolano | Arca del Gusto | Formaggi e latticini   | Piemonte                 |
| 266 | Carciofo Bianco di Pertosa                                                                                               | Arca del Gusto | Ortaggi                | Campania                 |
| 267 | Carciofo Masedu | Arca del Gusto | Ortaggi                | Sardegna                 |
| 268 | Carciofo Violetto di Castellammare                                                                                       | Arca del Gusto | Ortaggi                | Campania                 |
| 269 | Carciofo violetto di Sant'Erasmo                                                                                         | Arca del Gusto | Ortaggi                | Veneto                   |
| 270 | Cardo gobbo di Nizza Monferrato                                                                                          | Arca del Gusto | Ortaggi                | Piemonte                 |
| 271 | Carmasciano | Arca del Gusto | Formaggi e latticini   | Campania                 |
| 272 | Carne di cavallo affumicata                                                                                              | Arca del Gusto | Salumi                 | Trentino-Alto Adige      |
| 273 | Carnia | Arca del Gusto | Formaggi e latticini   | Veneto                   |
| 274 | Carnia o Cuc | Arca del Gusto | Formaggi e latticini   | Friuli-Venezia Giulia    |
| 275 | Carosello | Arca del Gusto | Ortaggi                | Puglia                   |
| 276 | Carrubo di Ragusa | Arca del Gusto | Frutta                 | Sicilia                  |
| 277 | Casieddu di Moliterno | Arca del Gusto | Formaggi e latticini   | Basilicata               |
| 278 | Casizolu | Arca del Gusto | Formaggi e latticini   | Sardegna                 |
| 279 | Casolet | Arca del Gusto | Formaggi e latticini   | Trentino-Alto Adige      |
| 280 | Casoperuto | Arca del Gusto | Formaggi e latticini   | Campania                 |
| 281 | Castagna del prete | Arca del Gusto | Conserve vegetali      | Campania                 |
| 282 | Castagna essiccata nei tecci di Calizzano e Murialdo                                                                     | Arca del Gusto | Conserve vegetali      | Liguria                  |
| 283 | Castelmagno storico | Arca del Gusto | Formaggi e latticini   | Piemonte                 |
| 284 | Casu axedu | Arca del Gusto | Formaggi e latticini   | Sardegna                 |
| 285 | Casu marzu | Arca del Gusto | Formaggi e latticini   | Sardegna                 |
| 286 | Cedro liscio di Diamante                                                                                                 | Arca del Gusto | Frutta                 | Calabria                 |
| 287 | Cevrin di Coazze | Arca del Gusto | Formaggi e latticini   | Piemonte                 |
| 288 | Chianina classica | Arca del Gusto | Razze                  | Toscana                  |
| 289 | Chinotto di Savona | Arca del Gusto | Frutta                 | Liguria                  |
| 290 | Ciarimbolo | Arca del Gusto | Salumi                 | Marche                   |
| 291 | Cicciarelli di Noli | Arca del Gusto | Pesci                  | Liguria                  |
| 292 | Cicerchia di Serra de' Conti                                                                                             | Arca del Gusto | Legumi                 | Marche                   |
| 293 | Cinta Senese | Arca del Gusto | Razze                  | Toscana                  |
| 294 | Cipolla di Cannara | Arca del Gusto | Ortaggi                | Umbria                   |
| 295 | Cipolla di Certaldo | Arca del Gusto | Ortaggi                | Toscana                  |
| 296 | Cipolla di Giarratana | Arca del Gusto | Ortaggi                | Sicilia                  |
| 297 | Cipolla ramata di Montoro                                                                                                | Arca del Gusto | Ortaggi                | Campania                 |
| 298 | Cipolla rossa di Acquaviva                                                                                               | Arca del Gusto | Ortaggi                | Puglia                   |
| 299 | Ciuighe del Banale | Arca del Gusto | Salumi                 | Trentino-Alto Adige      |
| 300 | Colatura di alici di Cetara tradizionale                                                                                 | Arca del Gusto | Conserve ittiche       | Campania                 |
| 301 | Colaz | Arca del Gusto | Prodotti da forno      | Friuli-Venezia Giulia    |
| 302 | Conciato Romano | Arca del Gusto | Formaggi e latticini   | Campania                 |
| 303 | Coniglio da fossa di Ischia                                                                                              | Arca del Gusto | Razze                  | Campania                 |
| 304 | Coniglio grigio di Carmagnola                                                                                            | Arca del Gusto | Razze                  | Piemonte                 |
| 305 | Coppiette di cavallo | Arca del Gusto | Salumi                 | Lazio                    |
| 306 | Coppiette di Maremmana                                                                                                   | Arca del Gusto | Salumi                 | Lazio                    |
| 307 | Copuleta di Ozieri | Arca del Gusto | Dolci                  | Sardegna                 |
| 308 | Crocetta di Ancona | Arca del Gusto | Pesci                  | Marche                   |
| 309 | Cuddrireddra di Delia | Arca del Gusto | Dolci                  | Sicilia                  |
| 310 | Culatello di Zibello | Arca del Gusto | Salumi                 | Emilia-Romagna           |
| 311 | Fagiolane della Val Borbera                                                                                              | Arca del Gusto | Legumi                 | Piemonte                 |
| 312 | Fagioli di Badalucco, Conio e Pigna                                                                                      | Arca del Gusto | Legumi                 | Liguria                  |
| 313 | Fagiolina del lago Trasimeno                                                                                             | Arca del Gusto | Ortaggi                | Umbria                   |
| 314 | Fagiolo badda di Polizzi                                                                                                 | Arca del Gusto | Legumi                 | Sicilia                  |
| 315 | Fagiolo di Controne | Arca del Gusto | Legumi                 | Campania                 |
| 316 | Fagiolo di Sarconi | Arca del Gusto | Legumi                 | Basilicata               |
| 317 | Fagiolo di Sorana | Arca del Gusto | Legumi                 | Toscana                  |
| 318 | Fagiolo poverello | Arca del Gusto | Legumi                 | Calabria                 |
| 319 | Fagiolo zolfino | Arca del Gusto | Legumi                 | Toscana                  |
| 320 | Fatulì | Arca del Gusto | Formaggi e latticini   | Lombardia                |
| 321 | Fava di Carpino | Arca del Gusto | Ortaggi                | Puglia                   |
| 322 | Fava Larga di Leonforte                                                                                                  | Arca del Gusto | Legumi                 | Sicilia                  |
| 323 | Felciata di Morano | Arca del Gusto | Formaggi e latticini   | Calabria                 |
| 324 | Fico Dottato cosentino                                                                                                   | Arca del Gusto | Frutta                 | Calabria                 |
| 325 | Fico dottato del Cilento                                                                                                 | Arca del Gusto | Frutta                 | Campania                 |
| 326 | Fico secco di Carmignano                                                                                                 | Arca del Gusto | Conserve vegetali      | Toscana                  |
| 327 | Filetto baciato di Ponzone                                                                                               | Arca del Gusto | Salumi                 | Piemonte                 |
| 328 | Filindeu | Arca del Gusto | Cereali                | Sardegna                 |
| 329 | Fior di latte di Agerola                                                                                                 | Arca del Gusto | Formaggi e latticini   | Campania                 |
| 330 | Fiore Sardo dei pastori                                                                                                  | Arca del Gusto | Formaggi e latticini   | Sardegna                 |
| 331 | Focaccia classica di Genova                                                                                              | Arca del Gusto | Prodotti da forno      | Liguria                  |
| 332 | Formadi Frant | Arca del Gusto | Formaggi e latticini   | Friuli-Venezia Giulia    |
| 333 | Formaggetta della Valle Argentina                                                                                        | Arca del Gusto | Formaggi e latticini   | Liguria                  |
| 334 | Formaggio agordino di malga                                                                                              | Arca del Gusto | Formaggi e latticini   | Veneto                   |
| 335 | Formaggio d'alpeggio di Triora                                                                                           | Arca del Gusto | Formaggi e latticini   | Liguria                  |
| 336 | Fragola di Tortona | Arca del Gusto | Frutta                 | Piemonte                 |
| 337 | Fragolina di Ribera | Arca del Gusto | Frutta                 | Sicilia                  |
| 338 | Gallina Bianca di Saluzzo                                                                                                | Arca del Gusto | Razze                  | Piemonte                 |
| 339 | Gallina Bionda Piemontese                                                                                                | Arca del Gusto | Razze                  | Piemonte                 |
| 340 | Gallina padovana | Arca del Gusto | Razze                  | Veneto                   |
| 341 | Gamberetto di nassa | Arca del Gusto | Pesci                  | Campania                 |
| 342 | Gioddu | Arca del Gusto | Formaggi e latticini   | Sardegna                 |
| 343 | Grano saraceno della Valtellina                                                                                          | Arca del Gusto | Cereali                | Lombardia                |
| 344 | Graukäse della Valle Aurina                                                                                              | Arca del Gusto | Formaggi e latticini   | Trentino-Alto Adige      |
| 345 | Lampascioni | Arca del Gusto | Ortaggi                | Puglia                   |
| 346 | Lardo di Colonnata | Arca del Gusto | Salumi                 | Toscana                  |
| 347 | Lenticchia di Onano | Arca del Gusto | Legumi                 | Lazio                    |
| 348 | Lenticchia di Santo Stefano di Sessanio                                                                                  | Arca del Gusto | Legumi                 | Abruzzo                  |
| 349 | Lenticchia di Ustica | Arca del Gusto | Legumi                 | Sicilia                  |
| 350 | Lenticchia di Villalba                                                                                                   | Arca del Gusto | Legumi                 | Sicilia                  |
| ?   | Limetta calabrese (piretta)                                                                                              | Arca del Gusto | Frutta                 | Calabria                 |
| 351 | Limone di Procida | Arca del Gusto | Frutta                 | Campania                 |
| 352 | Limone di Sorrento | Arca del Gusto | Frutta                 | Campania                 |
| 353 | Limone Interdonato | Arca del Gusto | Frutta                 | Sicilia                  |
| 354 | Limone Sfusato d'Amalfi                                                                                                  | Arca del Gusto | Frutta                 | Campania                 |
| 355 | Limone Verdello | Arca del Gusto | Frutta                 | Sicilia                  |
| 356 | Lonzino di fico | Arca del Gusto | Dolci                  | Marche                   |
| 357 | Lucanica trentina | Arca del Gusto | Salumi                 | Trentino-Alto Adige      |
| 358 | Macagn | Arca del Gusto | Formaggi e latticini   | Piemonte                 |
| 359 | Maiale nero casertano | Arca del Gusto | Razze                  | Campania                 |
| 360 | Maiorchino | Arca del Gusto | Formaggi e latticini   | Sicilia                  |
| 361 | Mais Biancoperla | Arca del Gusto | Cereali                | Veneto                   |
| 362 | Mais ottofile | Arca del Gusto | Cereali                | Piemonte                 |
| 363 | Mallegato | Arca del Gusto | Salumi                 | Toscana                  |
| 364 | Mandarino tardivo di Ciaculli                                                                                            | Arca del Gusto | Frutta                 | Sicilia                  |
| 365 | Mandorla di Toritto | Arca del Gusto | Frutta                 | Puglia                   |
| 366 | Mandorle di Noto | Arca del Gusto | Frutta                 | Sicilia                  |
| 367 | Manna delle Madonie | Arca del Gusto | Conserve vegetali      | Sicilia                  |
| 368 | Manteca | Arca del Gusto | Formaggi e latticini   | Basilicata               |
| 369 | Manteca | Arca del Gusto | Formaggi e latticini   | Campania                 |
| 370 | Marcetto | Arca del Gusto | Formaggi e latticini   | Abruzzo                  |
| 371 | Marcundela | Arca del Gusto | Salumi                 | Friuli-Venezia Giulia    |
| 372 | Mariola | Arca del Gusto | Salumi                 | Emilia-Romagna           |
| 373 | Marocca di Casola | Arca del Gusto | Prodotti da forno      | Toscana                  |
| 374 | Marzolina | Arca del Gusto | Formaggi e latticini   | Lazio                    |
| 375 | Marzotica | Arca del Gusto | Formaggi e latticini   | Puglia                   |
| 376 | Masculina da magghia | Arca del Gusto | Pesci                  | Sicilia                  |
| 377 | Mazzi | Arca del Gusto | Salumi                 | Lazio                    |
| 378 | Mela Annurca di Sant'Agata dei Goti                                                                                      | Arca del Gusto | Frutta                 | Campania                 |
| 379 | Mela Buras | Arca del Gusto | Frutta                 | Piemonte                 |
| 380 | Mela Calvilla Bianca e Rossa                                                                                             | Arca del Gusto | Frutta                 | Piemonte                 |
| 381 | Mela Carla | Arca del Gusto | Frutta                 | Piemonte                 |
| 382 | Mela Carla di Finale | Arca del Gusto | Frutta                 | Liguria                  |
| 383 | Mela Commercio | Arca del Gusto | Frutta                 | Emilia-Romagna           |
| 384 | Mela Dominici | Arca del Gusto | Frutta                 | Piemonte                 |
| 385 | Mela Francesca | Arca del Gusto | Frutta                 | Emilia-Romagna           |
| 386 | Mela grigia di Torriana                                                                                                  | Arca del Gusto | Frutta                 | Piemonte                 |
| 387 | Mela limoncella | Arca del Gusto | Frutta                 | Campania                 |
| 388 | Mela Magnana | Arca del Gusto | Frutta                 | Piemonte                 |
| 389 | Mela Roncallina | Arca del Gusto | Frutta                 | Liguria                  |
| 390 | Mela rosa Mantovana | Arca del Gusto | Frutta                 | Emilia-Romagna           |
| 391 | Mela Runsè | Arca del Gusto | Frutta                 | Piemonte                 |
| 392 | Mela Teresa | Arca del Gusto | Frutta                 | Liguria                  |
| 393 | Mela zeuca | Arca del Gusto | Frutta                 | Friuli-Venezia Giulia    |
| 394 | Melanzana Rossa di Rotonda                                                                                               | Arca del Gusto | Ortaggi                | Basilicata               |
| 395 | Mela rosa dei Monti Sibillini                                                                                            | Arca del Gusto | Frutta                 | Marche                   |
| 396 | Melone Cartucciaro di Paceo                                                                                              | Arca del Gusto | Frutta                 | Sicilia                  |
| 397 | Melone Porceddu di Alcamo                                                                                                | Arca del Gusto | Frutta                 | Sicilia                  |
| 398 | Merca | Arca del Gusto | Conserve ittiche       | Sardegna                 |
| 399 | Miele di cardo | Arca del Gusto | Mieli                  | Sardegna                 |
| 400 | Miele di lavanda selvatica                                                                                               | Arca del Gusto | Mieli                  | Sardegna                 |
| 401 | Miele di rododendro | Arca del Gusto | Mieli                  | Piemonte                 |
| 402 | Miele di rosmarino | Arca del Gusto | Mieli                  | Puglia                   |
| 403 | Miele di rosmarino | Arca del Gusto | Mieli                  | Sardegna                 |
| 404 | Miele di santoreggia | Arca del Gusto | Mieli                  | Abruzzo                  |
| 405 | Miele di tarassaco | Arca del Gusto | Mieli                  | Piemonte                 |
| 406 | Miele di timo dei monti Iblei                                                                                            | Arca del Gusto | Mieli                  | Sicilia                  |
| 407 | Molana | Arca del Gusto | Formaggi e latticini   | Liguria                  |
| 408 | Moleche | Arca del Gusto | Pesci                  | Veneto                   |
| 409 | Montasio d'alpeggio | Arca del Gusto | Formaggi e latticini   | Friuli-Venezia Giulia    |
| 410 | Monte Veronese di malga                                                                                                  | Arca del Gusto | Formaggi e latticini   | Veneto                   |
| 411 | Montébore | Arca del Gusto | Formaggi e latticini   | Piemonte                 |
| 412 | Morlacco del Grappa | Arca del Gusto | Formaggi e latticini   | Veneto                   |
| 413 | Mortadella classica di Bologna                                                                                           | Arca del Gusto | Salumi                 | Emilia-Romagna           |
| 414 | Mortadella della Val d'Ossola                                                                                            | Arca del Gusto | Salumi                 | Piemonte                 |
| 415 | Mortadella di Prato | Arca del Gusto | Salumi                 | Toscana                  |
| 416 | Mortadelle di Campotosto                                                                                                 | Arca del Gusto | Salumi                 | Abruzzo                  |
| 417 | Mortandela della Val di Non                                                                                              | Arca del Gusto | Salumi                 | Trentino-Alto Adige      |
| 418 | Moscato di Saracena | Arca del Gusto | Vini                   | Calabria                 |
| 419 | Moscato Passito della Valle Bagnario di Strevi                                                                           | Arca del Gusto | Vini                   | Piemonte                 |
| 420 | Mostarda di anguria bianca                                                                                               | Arca del Gusto | Conserve               | Lombardia                |
| 421 | Mozzarella nella mortella                                                                                                | Arca del Gusto | Formaggi e latticini   | Campania                 |
| 422 | Murianengo o Moncenisio                                                                                                  | Arca del Gusto | Formaggi e latticini   | Piemonte                 |
| 423 | Mustardela delle Valli Valdesi                                                                                           | Arca del Gusto | Salumi                 | Piemonte                 |
| 424 | Musulupu | Arca del Gusto | Formaggi e latticini   | Calabria                 |
| 425 | Oca in onto | Arca del Gusto | Conserve               | Veneto                   |
| 426 | Oliva infornata di Ferrandina                                                                                            | Arca del Gusto | Conserve vegetali      | Basilicata               |
| 427 | Oliva minuta | Arca del Gusto | Frutta                 | Sicilia                  |
| 428 | Oliva Tenera Ascolana | Arca del Gusto | Conserve vegetali      | Marche                   |
| 429 | Paddaccio | Arca del Gusto | Formaggi e latticini   | Basilicata               |
| 430 | Palamita del Mare di Toscana                                                                                             | Arca del Gusto | Pesci                  | Toscana                  |
| 431 | Paletta di Coggiola | Arca del Gusto | Salumi                 | Piemonte                 |
| 432 | Pallone di Gravina | Arca del Gusto | Formaggi e latticini   | Puglia, Basilicata       |
| 433 | Pane di Matera | Arca del Gusto | Pane                   | Basilicata               |
| 434 | Pane di patate della Garfagnana                                                                                          | Arca del Gusto | Pane                   | Toscana                  |
| 435 | Pane nero di Castelvetrano                                                                                               | Arca del Gusto | Pane                   | Sicilia                  |
| 436 | Pane tradizionale di Altamura                                                                                            | Arca del Gusto | Pane                   | Puglia                   |
| 437 | Pannerone di Lodi | Arca del Gusto | Formaggi e latticini   | Lombardia                |
| 438 | Parmigiano delle vacche rosse                                                                                            | Arca del Gusto | Formaggi e latticini   | Emilia-Romagna           |
| 439 | Paste di meliga del Monregalese                                                                                          | Arca del Gusto | Prodotti da forno      | Piemonte                 |
| 440 | Patata quarantina | Arca del Gusto | Ortaggi                | Liguria                  |
| 441 | Patata rossa di Cetica                                                                                                   | Arca del Gusto | Ortaggi                | Toscana                  |
| 442 | Pecora Altamurana | Arca del Gusto | Razze                  | Puglia                   |
| 443 | Pecora Bagnolese | Arca del Gusto | Razze                  | Campania                 |
| 444 | Pecora Brigasca | Arca del Gusto | Razze                  | Liguria                  |
| 445 | Pecora del Belice | Arca del Gusto | Razze                  | Sicilia                  |
| 446 | Pecora delle Langhe | Arca del Gusto | Razze                  | Piemonte                 |
| 447 | Pecora di Laticauda | Arca del Gusto | Razze                  | Campania                 |
| 448 | Pecora Frabosana | Arca del Gusto | Razze                  | Piemonte                 |
| 449 | Pecora Garfagnina | Arca del Gusto | Razze                  | Toscana                  |
| 450 | Pecora Savoiarda | Arca del Gusto | Razze                  | Piemonte                 |
| 451 | Pecora Sopravissana | Arca del Gusto | Razze                  | Abruzzo                  |
| 452 | Pecora Valfortorina | Arca del Gusto | Razze                  | Campania                 |
| 453 | Pecorino Bagnolese | Arca del Gusto | Formaggi e latticini   | Campania                 |
| 454 | Pecorino dei Monti Sibillini                                                                                             | Arca del Gusto | Formaggi e latticini   | Marche                   |
| 455 | Pecorino del Monte Marzano                                                                                               | Arca del Gusto | Formaggi e latticini   | Campania                 |
| 456 | Pecorino del Monte Poro                                                                                                  | Arca del Gusto | Formaggi e latticini   | Calabria                 |
| 457 | Pecorino della montagna pistoiese                                                                                        | Arca del Gusto | Formaggi e latticini   | Toscana                  |
| 458 | Pecorino dell'Appennino Reggiano                                                                                         | Arca del Gusto | Formaggi e latticini   | Emilia-Romagna           |
| 459 | Pecorino di Capracotta                                                                                                   | Arca del Gusto | Formaggi e latticini   | Molise                   |
| 460 | Pecorino di Farindola | Arca del Gusto | Formaggi e latticini   | Abruzzo                  |
| 461 | Pecorino di Filiano | Arca del Gusto | Formaggi e latticini   | Basilicata               |
| 462 | Pecorino di Moliterno | Arca del Gusto | Formaggi e latticini   | Basilicata               |
| 463 | Pecorino di Osilo | Arca del Gusto | Formaggi e latticini   | Sardegna                 |
| 464 | Pecorino di Sopravissana                                                                                                 | Arca del Gusto | Formaggi e latticini   | Abruzzo                  |
| 465 | Pecorino dolce dei Colli Bolognesi                                                                                       | Arca del Gusto | Formaggi e latticini   | Emilia-Romagna           |
| 466 | Pecorino Laticauda | Arca del Gusto | Formaggi e latticini   | Campania                 |
| 467 | Peperone Corno di Bue di Carmagnola                                                                                      | Arca del Gusto | Ortaggi                | Piemonte                 |
| 468 | Peperone di Senise | Arca del Gusto | Ortaggi                | Basilicata               |
| 469 | Peperone Quadrato della Motta                                                                                            | Arca del Gusto | Ortaggi                | Piemonte                 |
| 470 | Pera cocomerina | Arca del Gusto | Frutta                 | Emilia-Romagna           |
| 471 | Pera Madernassa | Arca del Gusto | Frutta                 | Piemonte                 |
| 472 | Pera Martin Dubi | Arca del Gusto | Frutta                 | Piemonte                 |
| 473 | Pera Martin Sec | Arca del Gusto | Frutta                 | Piemonte                 |
| 474 | Pera Martinone | Arca del Gusto | Frutta                 | Piemonte                 |
| 475 | Pera Scipiona | Arca del Gusto | Frutta                 | Emilia-Romagna           |
| 476 | Pera Spadona | Arca del Gusto | Frutta                 | Emilia-Romagna           |
| 477 | Pera Volpina | Arca del Gusto | Frutta                 | Emilia-Romagna           |
| 478 | Pesca di Bivona | Arca del Gusto | Frutta                 | Sicilia                  |
| 479 | Pesca Regina di Londa | Arca del Gusto | Frutta                 | Toscana                  |
| 480 | Pesca Tabacchiera dell'Etna                                                                                              | Arca del Gusto | Frutta                 | Sicilia                  |
| 481 | Pesche tardive di Leonforte                                                                                              | Arca del Gusto | Frutta                 | Sicilia                  |
| 482 | Petuccia e Peta | Arca del Gusto | Salumi                 | Friuli-Venezia Giulia    |
| 483 | Pezzente della montagna materana                                                                                         | Arca del Gusto | Salumi                 | Basilicata               |
| 484 | Pezzogna | Arca del Gusto | Pesci                  | Campania                 |
| 485 | Piacentino | Arca del Gusto | Formaggi e latticini   | Sicilia                  |
| 486 | Pisci affumau | Arca del Gusto | Conserve ittiche       | Sardegna                 |
| 487 | Pistacchio di Bronte | Arca del Gusto | Frutta                 | Sicilia                  |
| 488 | Pitina | Arca del Gusto | Salumi                 | Friuli-Venezia Giulia    |
| 489 | Pollo del Valdarno | Arca del Gusto | Razze                  | Toscana                  |
| 490 | Pomodorino al piennolo                                                                                                   | Arca del Gusto | Ortaggi                | Campania                 |
| 491 | Pomodorino di Corbara | Arca del Gusto | Ortaggi                | Campania                 |
| 492 | Pomodoro Costoluto di Rotonda                                                                                            | Arca del Gusto | Ortaggi                | Basilicata               |
| 493 | Pomodoro di Belmonte | Arca del Gusto | Ortaggi                | Calabria                 |
| 494 | Pomodoro San Marzano | Arca del Gusto | Ortaggi                | Campania                 |
| 495 | Pomodoro sorrentino o Pomodoro di Sorrento                                                                               | Arca del Gusto | Ortaggi                | Campania                 |
| 496 | Pompìa | Arca del Gusto | Frutta                 | Sardegna                 |
| 497 | Prescinsêua | Arca del Gusto | Formaggi e latticini   | Liguria                  |
| 498 | Prosciutto Bazzone | Arca del Gusto | Salumi                 | Toscana                  |
| 499 | Prosciutto dei monti Nebrodi                                                                                             | Arca del Gusto | Salumi                 | Sicilia                  |
| 500 | Prosciutto del Casentino                                                                                                 | Arca del Gusto | Salumi                 | Toscana                  |
| 501 | Prosciutto del Fortore                                                                                                   | Arca del Gusto | Salumi                 | Campania                 |
| 502 | Prosciutto della Val Vigezzo                                                                                             | Arca del Gusto | Salumi                 | Piemonte                 |
| 503 | Prosciutto di Desulo | Arca del Gusto | Salumi                 | Sardegna                 |
| 504 | Prosciutto di Pietraroja                                                                                                 | Arca del Gusto | Salumi                 | Campania                 |
| 505 | Provola dei Nebrodi | Arca del Gusto | Formaggi e latticini   | Sicilia                  |
| 506 | Provola delle Madonie | Arca del Gusto | Formaggi e latticini   | Sicilia                  |
| 507 | Provola di Floresta | Arca del Gusto | Formaggi e latticini   | Sicilia                  |
| 508 | Provolone del Monaco | Arca del Gusto | Formaggi e latticini   | Campania                 |
| 509 | Puzzone di Moena | Arca del Gusto | Formaggi e latticini   | Trentino-Alto Adige      |
| 510 | Radìc di mont | Arca del Gusto | Ortaggi                | Friuli-Venezia Giulia    |
| 511 | Radicchio Variegato di Castelfranco                                                                                      | Arca del Gusto | Ortaggi                | Veneto                   |
| 512 | Caciocavallo ragusano | Arca del Gusto | Formaggi e latticini   | Sicilia                  |
| 513 | Ramassin di Pagno | Arca del Gusto | Frutta                 | Piemonte                 |
| 514 | Rapa di Caprauna | Arca del Gusto | Ortaggi                | Piemonte                 |
| 515 | Raschera d'alpeggio | Arca del Gusto | Formaggi e latticini   | Piemonte                 |
| 516 | Rasco | Arca del Gusto | Formaggi e latticini   | Calabria                 |
| 517 | Raviggiolo dell'Apennino tosco-romagnolo                                                                                 | Arca del Gusto | Formaggi e latticini   | Emilia-Romagna           |
| 518 | Raviggiolo di pecora | Arca del Gusto | Formaggi e latticini   | Toscana                  |
| 519 | Razza bovina Romagnola                                                                                                   | Arca del Gusto | Razze                  | Emilia-Romagna           |
| 520 | Razza Modicana | Arca del Gusto | Razze                  | Sicilia                  |
| 521 | Razza Piemontese | Arca del Gusto | Razze                  | Piemonte                 |
| 522 | Razza Sardo Modicana | Arca del Gusto | Razze                  | Sardegna                 |
| 523 | Razza suina Mora romagnola                                                                                               | Arca del Gusto | Razze                  | Emilia-Romagna           |
| 524 | Réblèque | Arca del Gusto | Formaggi e latticini   | Valle d'Aosta            |
| 525 | Rebruchon | Arca del Gusto | Formaggi e latticini   | Piemonte                 |
| 526 | Ricotta affumicata | Arca del Gusto | Formaggi e latticini   | Calabria                 |
| 527 | Ricotta forte | Arca del Gusto | Formaggi e latticini   | Puglia                   |
| 528 | Ricotta infornata | Arca del Gusto | Formaggi e latticini   | Sicilia                  |
| 529 | Ricotta mustia | Arca del Gusto | Formaggi e latticini   | Sardegna                 |
| 530 | Robiola del bec | Arca del Gusto | Formaggi e latticini   | Piemonte                 |
| 531 | Robiola di Ceva o Mondovì                                                                                                | Arca del Gusto | Formaggi e latticini   | Piemonte                 |
| 532 | Robiola di Roccaverano classica                                                                                          | Arca del Gusto | Formaggi e latticini   | Piemonte                 |
| 533 | Salama da sugo | Arca del Gusto | Salumi                 | Emilia-Romagna           |
| 534 | Salame casalìn dei contadini mantovani                                                                                   | Arca del Gusto | Salumi                 | Lombardia                |
| 535 | Salame con lengual | Arca del Gusto | Salumi                 | Lombardia                |
| 536 | Salame d'asino | Arca del Gusto | Salumi                 | Veneto                   |
| 537 | Salame delle Valli Tortonesi                                                                                             | Arca del Gusto | Salumi                 | Piemonte                 |
| 538 | Salame di Fabriano | Arca del Gusto | Salumi                 | Marche                   |
| 539 | Salame di Sant'Angelo di Brolo                                                                                           | Arca del Gusto | Salumi                 | Sicilia                  |
| 540 | Salame Napoli | Arca del Gusto | Salumi                 | Campania                 |
| 541 | Salato | Arca del Gusto | Formaggi e latticini   | Friuli-Venezia Giulia    |
| 542 | Sale marino artigianale di Cervia                                                                                        | Arca del Gusto | Erbe e aromi           | Emilia-Romagna           |
| 543 | Sale marino artigianale di Trapani                                                                                       | Arca del Gusto | Erbe e aromi           | Sicilia                  |
| 544 | Salsiccia di Bella-Muro                                                                                                  | Arca del Gusto | Salumi                 | Basilicata               |
| 545 | Salsiccia di Bra | Arca del Gusto | Salumi                 | Piemonte                 |
| 546 | Salsiccia di Cancellara                                                                                                  | Arca del Gusto | Salumi                 | Basilicata               |
| 547 | Salsiccia di Tergu | Arca del Gusto | Salumi                 | Sardegna                 |
| 548 | Salsicciotto di Guilmi (o lumellu)                                                                                       | Arca del Gusto | Salumi                 | Abruzzo                  |
| 549 | Salva | Arca del Gusto | Formaggi e latticini   | Lombardia                |
| 550 | Saras del fen | Arca del Gusto | Formaggi e latticini   | Piemonte                 |
| 551 | Sasaka | Arca del Gusto | Salumi                 | Friuli-Venezia Giulia    |
| 552 | Sciacchetrà delle Cinque Terre                                                                                           | Arca del Gusto | Vini                   | Liguria                  |
| 553 | Sciroppo di rose | Arca del Gusto | Dolci                  | Liguria                  |
| 554 | Scuete fumade | Arca del Gusto | Formaggi e latticini   | Friuli-Venezia Giulia    |
| 555 | Sedano nero di Trevi | Arca del Gusto | Ortaggi                | Umbria                   |
| 556 | Sfratto | Arca del Gusto | Dolci                  | Toscana                  |
| 557 | Signora di Conca Casale                                                                                                  | Arca del Gusto | Salumi                 | Molise                   |
| 558 | Slattato | Arca del Gusto | Formaggi e latticini   | Marche                   |
| 559 | Soperzata di Rivello | Arca del Gusto | Salumi                 | Basilicata               |
| 560 | Soppressata della Sila                                                                                                   | Arca del Gusto | Salumi                 | Calabria                 |
| 561 | Soppressata di Decollatura                                                                                               | Arca del Gusto | Salumi                 | Calabria                 |
| 562 | Soppressata di Gioi | Arca del Gusto | Salumi                 | Campania                 |
| 563 | Soppressata di San Gregorio Magno                                                                                        | Arca del Gusto | Salumi                 | Campania                 |
| 564 | Spalla cruda | Arca del Gusto | Salumi                 | Emilia-Romagna           |
| 565 | Stelvio o Stilfser | Arca del Gusto | Formaggi e latticini   | Trentino-Alto Adige      |
| 566 | Stracchino tipico | Arca del Gusto | Formaggi e latticini   | Lombardia                |
| 567 | Stracciata | Arca del Gusto | Formaggi e latticini   | Abruzzo                  |
| 568 | Strachitund | Arca del Gusto | Formaggi e latticini   | Lombardia                |
| 569 | Formaggio di malga dei sette comuni                                                                                      | Arca del Gusto | Formaggi e latticini   | Veneto                   |
| 570 | Suino Nero Calabrese | Arca del Gusto | Razze                  | Calabria                 |
| 571 | Suino Nero dei Nebrodi                                                                                                   | Arca del Gusto | Razze                  | Sicilia                  |
| 572 | Tarese Valdarno | Arca del Gusto | Salumi                 | Toscana                  |
| 573 | Testa in cassetta di Gavi                                                                                                | Arca del Gusto | Salumi                 | Piemonte                 |
| 574 | Testun | Arca del Gusto | Formaggi e latticini   | Piemonte                 |
| 575 | Tinca gobba dorata del Pianalto di Poirino                                                                               | Arca del Gusto | Pesci                  | Piemonte                 |
| 576 | Toma di Balme | Arca del Gusto | Formaggi e latticini   | Piemonte                 |
| 577 | Toma di Elva | Arca del Gusto | Formaggi e latticini   | Piemonte                 |
| 578 | Toma di Gressoney | Arca del Gusto | Formaggi e latticini   | Valle d'Aosta            |
| 579 | Tombea | Arca del Gusto | Formaggi e latticini   | Lombardia                |
| 580 | Tome di pecora Brigasca                                                                                                  | Arca del Gusto | Formaggi e latticini   | Liguria                  |
| 581 | Tuma di pecora delle Langhe                                                                                              | Arca del Gusto | Formaggi e latticini   | Piemonte                 |
| 582 | Ur-Paarl | Arca del Gusto | Pane                   | Trentino-Alto Adige      |
| 583 | Uva Colombana di Peccioli                                                                                                | Arca del Gusto | Frutta                 | Toscana                  |
| 584 | Uva zibibbo di Pantelleria                                                                                               | Arca del Gusto | Frutta                 | Sicilia                  |
| 585 | Vacca Agerolese | Arca del Gusto | Razze                  | Campania                 |
| 586 | Vacca Bianca Val Padana o Modenese                                                                                       | Arca del Gusto | Razze                  | Emilia-Romagna           |
| 587 | Vacca Burlina | Arca del Gusto | Razze                  | Veneto                   |
| 588 | Vacca Cabannina | Arca del Gusto | Razze                  | Liguria                  |
| 589 | Vacca Calvana | Arca del Gusto | Razze                  | Toscana                  |
| 590 | Vacca Cinisara | Arca del Gusto | Razze                  | Sicilia                  |
| 591 | Vacca Garfagnina | Arca del Gusto | Razze                  | Toscana                  |
| 592 | Vacca Maremmana | Arca del Gusto | Razze                  | Toscana                  |
| 593 | Vacca Podolica | Arca del Gusto | Razze                  | Basilicata               |
| 594 | Vacca Podolica del Gargano                                                                                               | Arca del Gusto | Razze                  | Puglia                   |
| 595 | Vacca Rendena | Arca del Gusto | Razze                  | Veneto                   |
| 596 | Vacca Rossa Reggiana | Arca del Gusto | Razze                  | Emilia-Romagna           |
| 597 | Vacca Tortonese | Arca del Gusto | Razze                  | Piemonte                 |
| 598 | Vastedda del Belìce | Arca del Gusto | Formaggi e latticini   | Sicilia                  |
| 599 | Ventricina del Vastese                                                                                                   | Arca del Gusto | Salumi                 | Abruzzo                  |
| 600 | Ventricina di Montenero di Bisaccia                                                                                      | Arca del Gusto | Salumi                 | Molise                   |
| 601 | Vezzena | Arca del Gusto | Formaggi e latticini   | Trentino-Alto Adige      |
| 602 | Vino di visciole | Arca del Gusto | Bevande a base di vino | Marche                   |
| 603 | Vino Santo Trentino | Arca del Gusto | Vini                   | Trentino-Alto Adige      |
| 604 | Violino di capra della Valchiavenna                                                                                      | Arca del Gusto | Salumi                 | Lombardia                |
| 605 | Zafferano di Navelli | Arca del Gusto | Erbe e aromi           | Abruzzo                  |
| 606 | Zafferano di San Gavino Monreale                                                                                         | Arca del Gusto | Erbe e aromi           | Sardegna                 |
| 607 | Ziger (Zigerkäse) | Arca del Gusto | Formaggi e latticini   | Trentino-Alto Adige      |
| 608 | Fava còttora dell'Amerino                                                                                                | Presidio       | Ortaggi                | Umbria: Amelia e Guardea |
| 609 | Biscotto di Ceglie | Presidio       | Prodotti da forno      | Puglia                   |
| 610 | Bardiccio | Arca del Gusto | Salumi                 | Toscana                  |
| 611 | Riso Maratelli | Arca del Gusto | Farine e Cereali       | Piemonte                 |
| 612 | Salsiccia Rossa di Castelpoto                                                                                            | Presidio       | Salumi                 | Campania                 |